# Сухоржевский, Иосиф Александрович
Иосиф Александрович Сухоржевский (пол. Józef Suchorzewski; 28 июля (9 августа) 1860 — после 1918) — инженер путей сообщения, депутат Государственной думы I и II созывов от Калишской губернии.

## Биография
Польский дворянин, правнук Яна Сухоржевского; по вероисповеданию католик. Родился 28 июля (9 августа) 1860 года (также указывается 1859 и 1862 годы) в Слупецком уезде Калишской губернии.
В 1879 окончил Познанскую гимназию, в 1882 году — физико-математический факультет Дерптского университета со степенью кандидата, в 1886 году — Санкт-Петербургский институт инженеров путей сообщения. В 1886—1899 годах работал на различных железных дорог. Принимал участие в постройке Челябинской и Западно-Сибирской железных дорог. Член польской Национально-демократической партии. Владел земельным наделом в 900 десятин.
20 апреля 1906 года избран в Государственную думу I созыва от общего состава выборщиков Калишского губернского избирательного собрания. Вошёл в Польское коло. Состоял в  финансовой комиссии, комиссии для приема помещений Государственной думы и распорядительной комиссии. Подписал заявление 27 членов Первой Государственной думы от Царства Польского о законодательстве Российской империи, в том числе об Основных государственных законах от 23 апреля 1906 года.
6 февраля 1907 года избран во Государственную думу II созыва от общего состава выборщиков Калишского губернского избирательного собрания. Снова был в составе Польского коло. Состоял в продовольственной комиссии и комиссии по приисканию для заседаний Государственной думы временного помещения. Выступил с докладом от имени 8-го отдела по проверке прав членов Государственной думы.
В октябре 1907 года был избран в III Государственную думу от общего состава выборщиков Калишского губернского избирательного собрания, однако сложил с себя полномочия депутата, будучи недовольным результатами работы Первой и Второй Думы.
В 1911 году по заказу Министерства путей сообщения исследовал возможности строительства новой ветки железной дороги от Варшавы до Познани.
В 1914—1918 годах оставался в Польше; в 1916 году стал членом польского Союза землевладельцев. В первые годы Польской независимости работал в Военном министерстве. Дальнейшая судьба и дата смерти неизвестны.